# (8844) 1990 QR2
(8844) 1990 QR2 là một tiểu hành tinh vành đai chính. Nó được phát hiện bởi Henry E. Holt ở Đài thiên văn Palomar ở Quận San Diego, California, ngày 24 tháng 8 năm 1990.